# Día Nacional del Acullico
El Día Nacional del Acullico se celebra el 11 de enero de cada año en Bolivia. Se eligió esa fecha ya que el 11 de enero de 2013 el Estado Plurinacional de Bolivia se readhirió a la Convención Única sobre Estupefacientes de 1961 de las Naciones Unidas, con la reserva de permitir el mascado tradicional de las hojas de la planta de la coca (Erythroxylum coca) en todo el territorio nacional del país. La celebraciones que se realizan en todo el país incluyen actos formales del jefe de Estado en la ciudad La Paz y otras actividades organizadas por diversos actores públicos (como el Viceministerio de la Coca y Desarrollo Integral), privados y de la sociedad civil que buscan reivindicar el uso tradicional de la hoja de coca.

## Antecedentes y contexto
A inicios de 2011 Bolivia presentó una propuesta a las Naciones Unidas para modificar la Convención Única sobre Estupefacientes de 1961 –enmendada por el protocolo de 1972–con el objetivo de suprimir la obligación del artículo 49, en la que se prohíbe el acullico. Al ser rechazada la propuesta, el 3 de julio de 2011 Bolivia anunció su retiro de la Convención de 1961 a partir del 1° de enero de 2012. En un comunicado dirigido al secretario general de las Naciones Unidas, Ban Ki-moon, el gobierno del presidente Evo Morales aclaró que Bolivia volvería a adherirse a la Convención con una reserva respecto de la hoja de coca y sus usos tradicionales milenarios.
En enero de 2012 se inició el proceso para que los países miembros de la Convención expresaran su objeción a la petición de Bolivia a incorporarse a la misma con la reserva respecto a los usos tradicionales de la hoja de coca. Después de doce meses, solo 15 países se manifestaron en contra de la reincorporación de Bolivia a la Convención: Estados Unidos, Rusia, Canadá, Reino Unido, Alemania, Francia, Italia, Holanda, Suecia, Finlandia, Portugal, Israel, Irlanda, México y Japón. Según el procedimiento, para impedir el reingreso de Bolivia se requería que la tercera parte de los 183 Estados miembros de la Convención, es decir 62, objetaran la misma. 
Finalmente, el 11 de enero de 2013 la solicitud de Bolivia para reingresar a la Convención fue aceptada ya que la mayoría de países aceptaron la reserva del país respecto al uso ancestral del acullico, entre otros usos ancestrales, dentro de su territorio.

## Declaratoria
El Día Nacional del Acullico se empezó a celebrar luego de que el 13 de diciembre de 2016, a través de la Ley 864, en donde en su artículo 1 se declaró al acullico Patrimonio Cultural Inmaterial de Bolivia. En el artículo 2 se estableció lo siguiente:

Se declara el 11 de enero de cada año, como “Día Nacional del Acullico”, en homenaje a que en esa fecha, el año 2013, el Estado Plurinacional de Bolivia se adhirió a la “Convención Única de las Naciones Unidas sobre Estupefacientes de 1961, emendada por el Protocolo de 1972”, con la reserva de permitir la masticación tradicional de la Hoja de Coca en todo el territorio nacional.
Artículo 2.1, Ley 864

El Protocolo de 1972 hace referencia al Protocolo de Modificación de la Convención Única —que enmienda la Convención Única de 1961 —, adoptado en Ginebra el 25 de marzo de 1972 y que entró en vigor el 8 de agosto de 1975.